# Ортикела (Авелино)
Ортикела је насеље у Италији у округу Авелино, региону Кампанија.
Према процени из 2011. у насељу је живело 57 становника. Насеље се налази на надморској висини од 712 м.